# Špejchar v Litni
Špejchar v Litni je vžité označení pro budovu čp. 5 v Litni v okrese Beroun. Dům je situován na pravé straně náměstí ve směru od nádraží.

## Popis a historie
Jedná se o jednopatrovou budovu se sedlovou střechou. Jeho zdivo, dispozice a okna prokazují pozdně renesanční původ. Na východní stěně špejcharu je ve štítu viditelné neomítnuté kamenné zdivo. Označení špejchar pochází z jeho původního účelu, kdy sloužil k ukládání obilí z obecních polí. Později si jej pronajímali od obce židé obchodující s obilím, kteří měli významné postavení na trhu s obilím v Litni a kteří v Litni bydleli právě v domech na Hořejším náměstí (jak se tehdy dnešní Náměstí nazývalo)  V 1. polovině 19. století zde byly ukládány prostředky pro hašení požárů. Budova proto byla rozšířena směrem na východ. Nově přistavěná část byla označována jako hasičská kolna a Sbor dobrovolných hasičů v Litni (který je nejstarším sborem v okrese Beroun) ji využíval až do roku 1946, kdy získal jako svou zbrojnici synagogu v Litni. Poté byl špejchar využíván k různým především skladovacím účelům. Od počátku 20. století bylo využití špejcharu předmětem různých návrhů například na vytvoření městských lázní, ale i návrh na demolici a jiné využití pozemku v centru obce. V 70. letech 20. století byl interiér špejcharu upraven pro kulturní účely a bylo zde umístěno unikátní miniaturní loutkové divadlo s jevištěm ve dvou poschodích budovy. V západní části špejcharu jsou zachovány původní dřevěné konstrukce krovu a schodiště. V podlaží budovy je v západní části hlediště divadla a ve východní výstavní prostory. V roce 2013 byla upravena místnost v přízemí na výstavní síň. V roce 2015 zastupitelé Městyse Liteň uvažují o obnovení aktivit loutkového divadla a dalších úpravách špejcharu návazně na výstavbu kanalizace v Nádražní ulici.  V roce 2013 byla instalována Naučná stezka Liteň, a špejchar se stal jejím výchozím zastavením. 

## Galerie

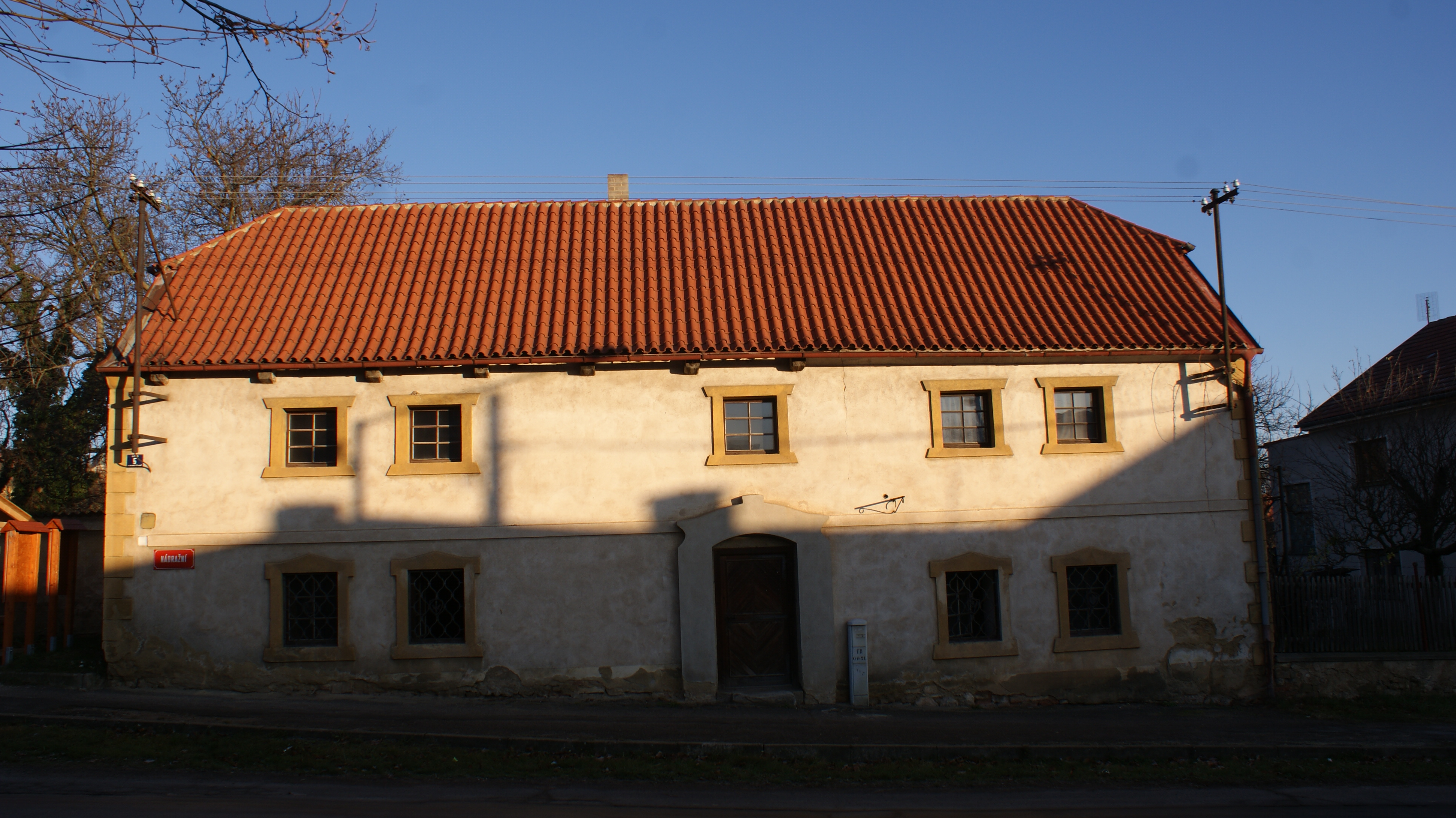
Pohled na průčelí
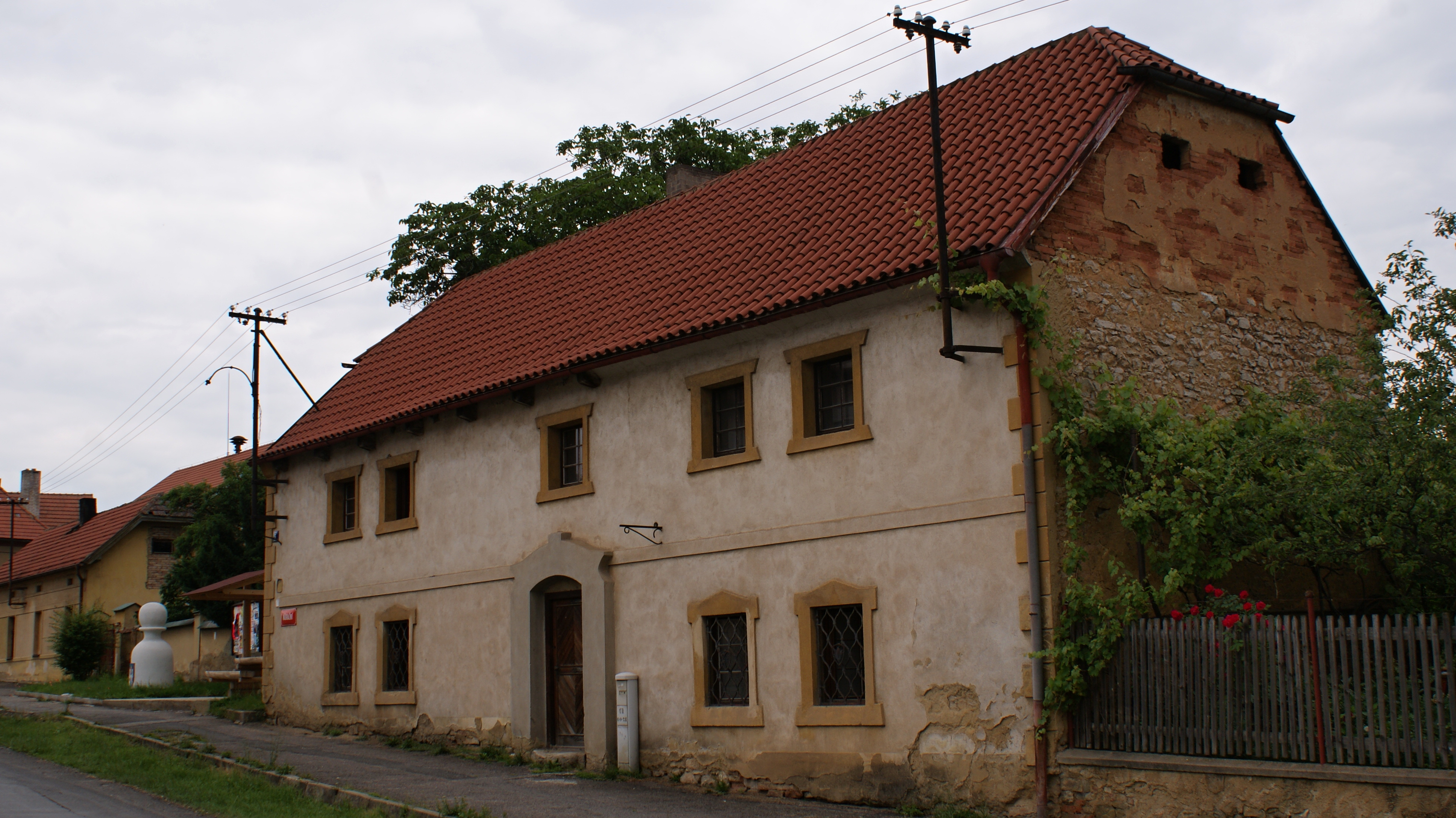
Špejchar na náměstí
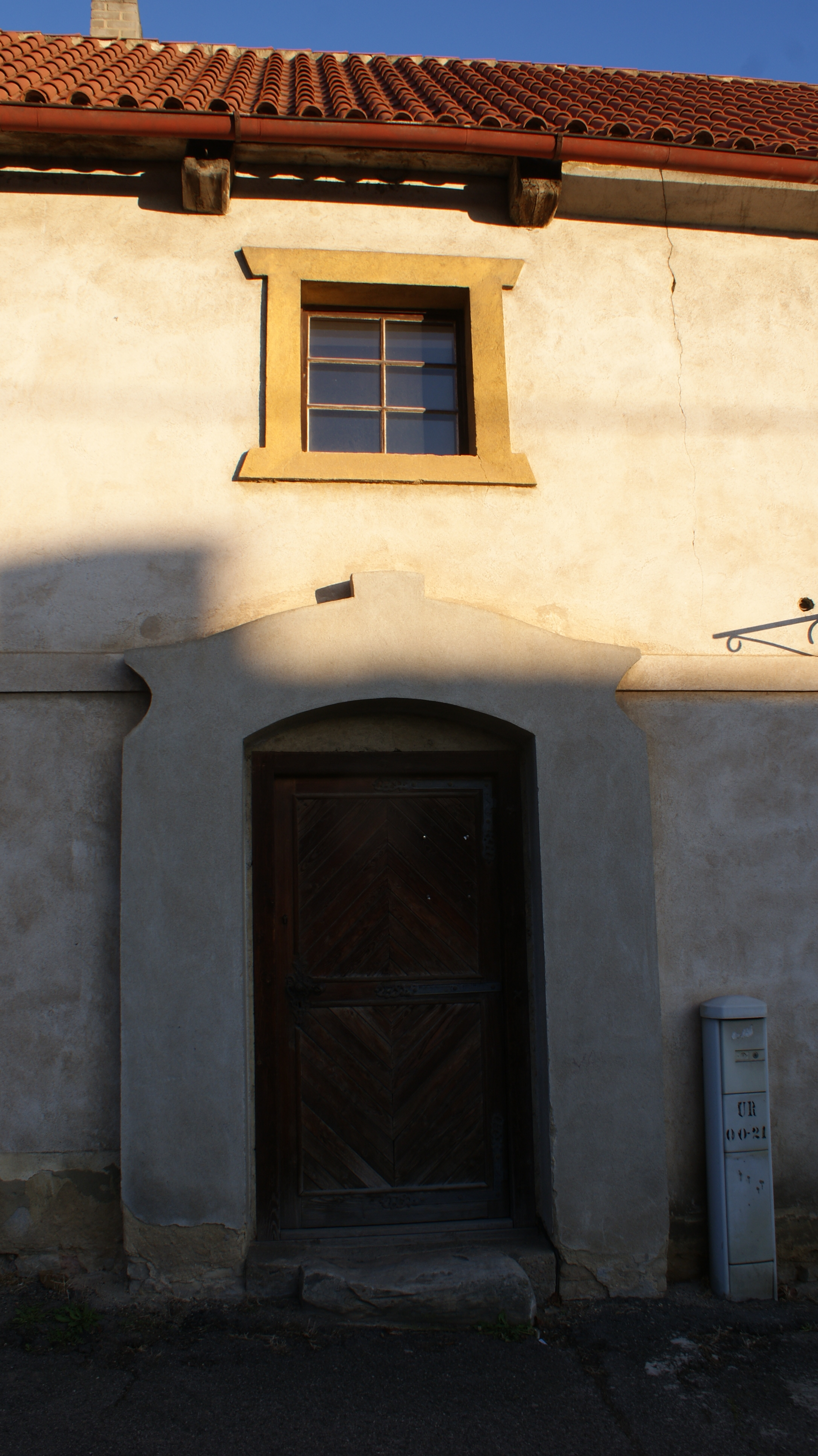
detailní pohled na vchod
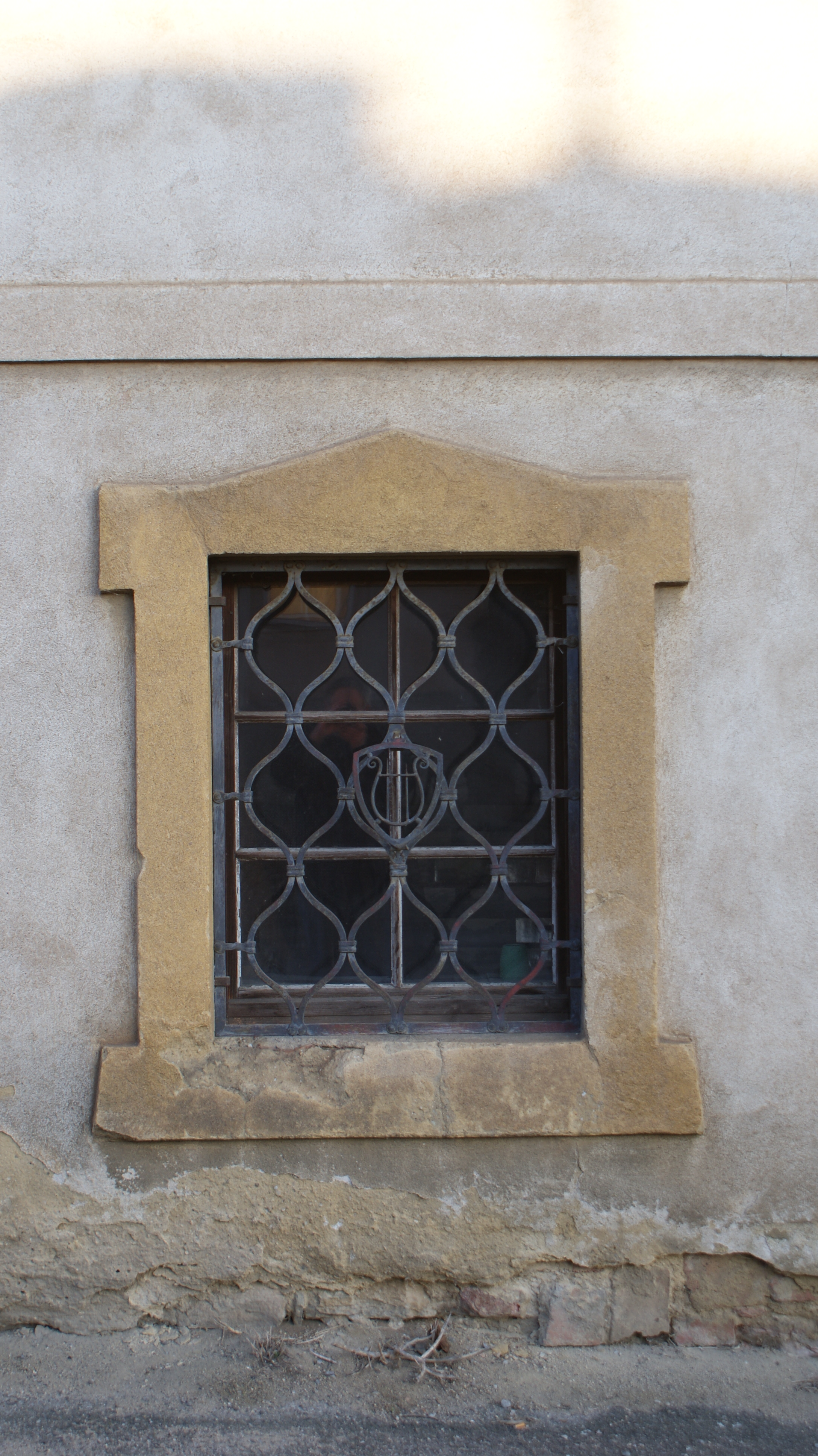
Detailní okna a mříže v přízemí
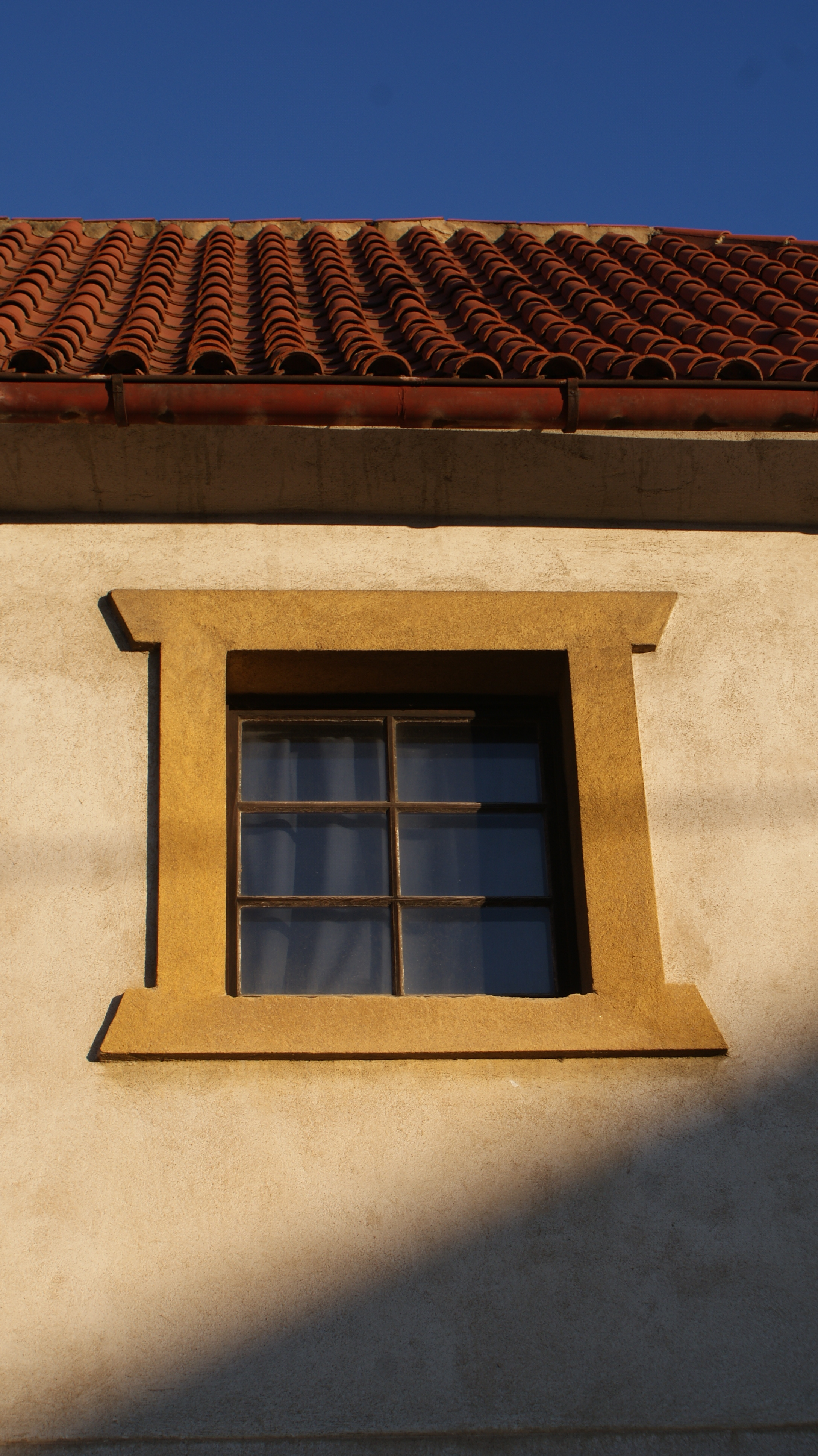
Detail okna v 1. patře
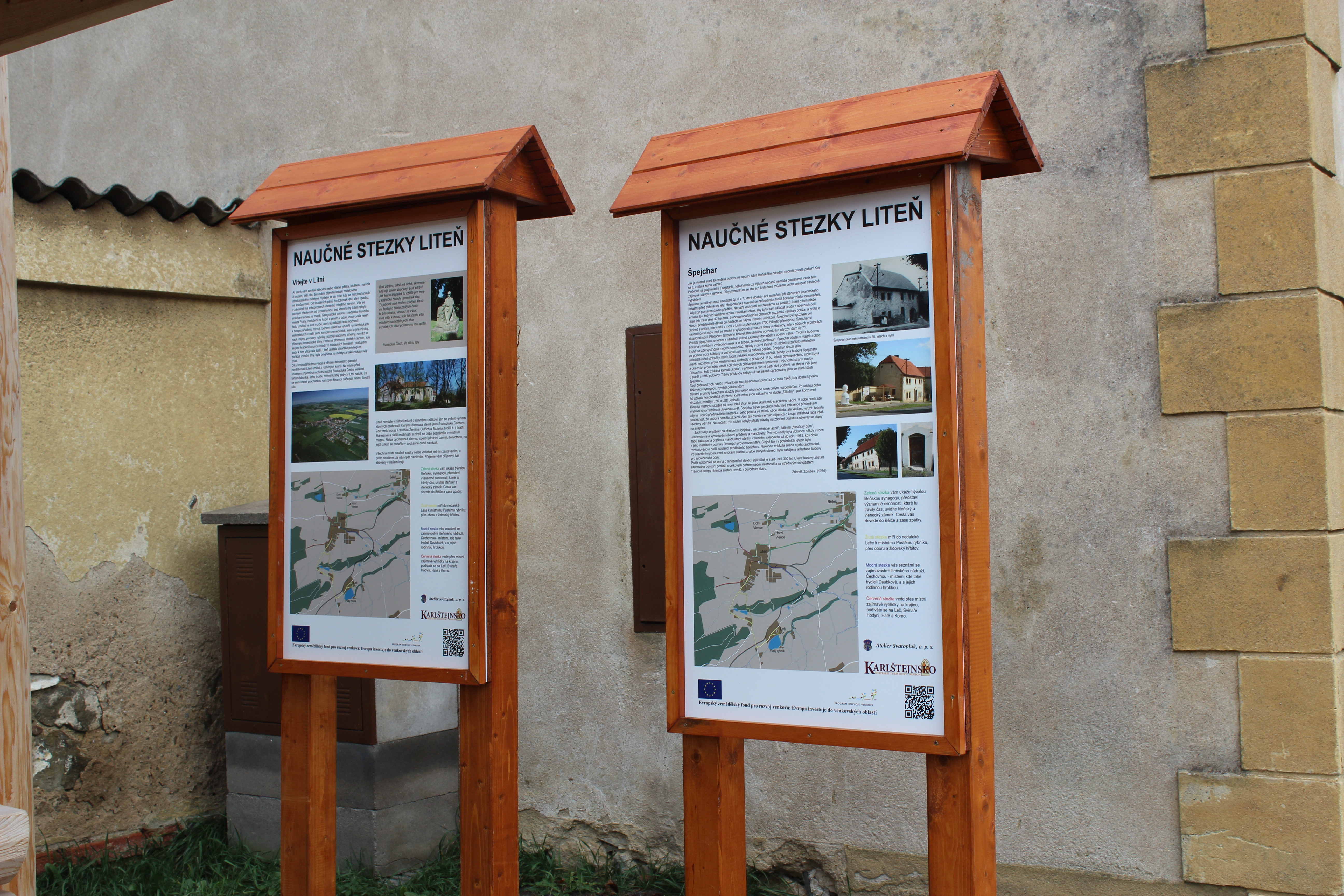
Panely naučné stezky u špejcharu